# Taraxacum inarmatum
Taraxacum inarmatum — вид квіткових рослин з родини айстрових (Asteraceae). Вид зростає в Європі: Данія, Німеччина, Польща; це багаторічна рослина помірних біомів.

## Характеристика
Бічні частки трикутні, злегка загнуті назад, загострені, нижні бічні частки з деякими дрібними зубцями, в іншому майже беззубці, деякі бічні частки злегка опуклі. Міждолі вшир 3–4 мм, незубчасті, слабко забарвлені, з майже розгорнутим краєм. Обгортка від розширеної до злегка загнутої, до 3,5 мм завширшки, майже без краю, злегка пурпурова.